# الإرهاب الأبيض (روسيا)
«الإرهاب الأبيض» مصطلح يشير في روسيا إلى أعمال العنف والقتل الجماعي التي ارتكبها الجيش الأبيض في أثناء الحرب الأهلية الروسية (1917-1923). بدأ بعد استيلاء البلاشفة على السلطة في نوفمبر 1917، واستمر حتى هزيمة الجيش الأبيض على يد الجيش الأحمر.
بدأ الإرهاب الأحمر البلشفي بعد عام في أوائل سبتمبر 1918 ردًا على العديد من الاغتيالات المخطط لها للقادة البلاشفة والمجازر الأولية للأسرى الحمر في موسكو وخلال الحرب الأهلية الفنلندية. وفقًا لبعض المؤرخين الروس، كان الإرهاب الأبيض سلسلة من الأعمال المدبرة التي قام بها قادته رغم أن هذا الأمر محل خلاف بين معظم المؤرخين الروس الذين يرون أنه كان عفويًا وغير منظم. تتفاوت تقديرات عدد القتلى في الإرهاب الأبيض بين 20,000 و300,000 شخص.
وفقًا للمؤرخ رونالد سوني، يصعب التأكد من التقديرات الإجمالية للإرهاب الأبيض بسبب دور الإدارات المتعددة وأعمال العنف التي ارتكبتها القوات المناهضة للبلاشفة غير المنضبطة والمستقلة. مع ذلك، سلط سوني الضوء على النسبة الأعلى من الهجمات المعادية للسامية التي ارتكبتها القوات العسكرية البيضاء، التي كانت مسؤولة عن 17% من المذابح طوال الحرب الأهلية الروسية (مقارنةً بنسبة 8.5% للقوات الحمراء). ذكر «سوني» أن عدد ضحايا الإرهاب الأبيض كان سيتجاوز عدد ضحايا الإرهاب الأحمر مع إدراج أعمال العنف المعادية للسوفيتية والمذابح (البروغرومات) اليهودية في تعداد القتلى.
أشار تقرير ويتيكر الصادر عن الأمم المتحدة عام 1985 إلى مقتل ما بين 100,000-250,000 يهودي في أكثر من 2,000 مذبحة على يد مزيج من البيض والقوزاق والقوميين الأوكرانيين، مثالًا حديثًا على الإبادة الجماعية.

## مقارنة مع الإرهاب الأحمر
يعتقد عدد من المؤرخين أن مصطلح «الإرهاب الأبيض»، على عكس «الإرهاب الأحمر» الذي أعلنه البلاشفة وسيلةً لترسيخ هيمنتهم السياسية، لم يحظَ بالموافقة التشريعية أو الدعائية من قبل الحركة البيضاء خلال الحرب الأهلية. يعترف المؤرخون أن الجيوش البيضاء لم تكن غريبة عن الوحشية المتأصلة في الحرب، ولكنهم يعتقدون أن «الصفحات السوداء» للجيوش البيضاء اختلفت اختلافًا جوهريًا عن سياسة البلاشفة:
لم ينشئ البيض منظمات مماثلة للجان الطوارئ البلشفية (تشيكا) والمحاكم الثورية؛
لم يدعُ قادة الحركة البيضاء أبدًا إلى الإرهاب الجماعي، أو إلى تنفيذ عمليات الإعدام على أسس اجتماعية، أو إلى أخذ الرهائن وإعدامهم إذا لم يمتثل الأعداء لمتطلبات معينة؛
لم ير أعضاء الحركة البيضاء أي ضرورة أيديولوجية أو عملية للقيام بإرهاب جماعي. كانوا مقتنعين بأن الغرض من الأعمال العسكرية للبيض لم يكن حربًا ضد بعض الجماهير الكبرى أو الطبقات الاجتماعية الكبرى، بل كانت حربًا مع حزب صغير استولى على السلطة في روسيا مستغلًا الوضع الاجتماعي والاقتصادي والسياسي بالإضافة إلى ظروف السوق، لمصلحته الخاصة لتحقيق هدفه، وتلاعب بتقلبات مزاج الطبقات الدنيا في المجتمع الروسي.
يعتقد عددٌ من الباحثين أن تميز الإرهاب الأبيض كان يكمن في طبيعته العفوية غير المنظمة، وأنه لم يرتقِ إلى مرتبة سياسة الدولة، ولم يكن وسيلةً لتخويف السكان ولا وسيلةً لتدمير الطبقات الاجتماعية أو المجموعات العرقية (القوزاق والقلميقيون)، كما فعل البلاشفة.
في الوقت نفسه، يشير عدد من المؤرخين الروس إلى أن الأوامر التي أصدرها كبار المسؤولين في الحركة البيضاء، بالإضافة إلى الأعمال التشريعية للحكومات البيضاء، تشهد على إقرار السلطات العسكرية والسياسية للأعمال القمعية وأعمال الإرهاب ضد البلاشفة والسكان المؤيدين لهم، ودورها في إرهاب سكان المناطق الخاضعة لسيطرتها.
يشير الدكتور في العلوم التاريخية ج. أ. تروكان إلى أن المؤلفين السوفييت ركزوا بشكل أساسي على الإرهاب الأبيض، على عكس العديد من المؤلفين المعاصرين الذين يتعاطفون مع الحركة البيضاء. مع ذلك، ووفقًا لتروكان، لم تكن الفظائع والاعتداءات في الأراضي التي احتلها البيض أقل من تلك التي حدثت في الأراضي التي يسيطر عليها البلاشفة.

## جنوب وغرب روسيا
ارتكبت جميع أطراف الحرب الأهلية الروسية العديد من المذابح، بما في ذلك البيض. أشار تقرير ويتيكر الصادر عن الأمم المتحدة عام 1985 إلى مقتل ما بين 100,000-250,000 يهودي في أكثر من 2,000 مذبحة على يد خليط من البيض والقوزاق والقوميين الأوكرانيين. تشرد مئات الآلاف من اليهود وأصبح عشرات الآلاف منهم ضحايا أمراض خطيرة.
كانت التقديرات الحديثة للقتلى اليهود خلال الحرب الأهلية الروسية أقل من ذلك، ففي الفترة بين عامي 1918 و1921، ارتُكبت نحو 1,236 مذبحة ضد اليهود في 524 بلدة في أوكرانيا. تتراوح تقديرات عدد اليهود الذين قُتلوا في هذه المذابح بين 30,000-60,000 يهودي. من بين 1,236 مذبحة واعتداء مسجلة، نفذ جنود الجمهورية الشعبية الأوكرانية تحت قيادة سيمون بتليورا 493 منها، ونفذ أمراء الحرب الأوكرانيون المستقلون 307 منها، ونفذ جيش أنطون دينيكين 213 منها، ونفذ الجيش الأحمر106 منها، ونفذ الجيش البولندي 32 منها. يُقدّر رونالد سوني عدد القتلى بين اليهود في الحرب الأهلية الروسية ما بين 35,000 و150,000 قتيل، إذ يُعزى نحو 17% من هؤلاء القتلى إلى الجيوش البيضاء، بينما يُعزى الباقي بنسبة 40% إلى الأوكرانيين تحت قيادة سيمون بتلورا، و25% إلى القوات الأوكرانية الأخرى، و8.5% إلى البلاشفة.
بعد مقتل «لافار كورنيلوف» في أبريل 1918، انتقلت قيادة جيش المتطوعين إلى «أنطون دينيكين». خلال فترة حكم دينيكين، حثت الصحافة بانتظام على العنف ضد اليهود. مثلًا، حرض إعلان لأحد جنرالات دينيكين الناس على «تسليح أنفسهم» من أجل استئصال «القوة الشريرة التي تعيش في قلوب اليهود الشيوعيين». في بلدة فاستوف الصغيرة وحدها، قتل جيش المتطوعين التابع لدينيكين أكثر من 1,500 يهودي، معظمهم من كبار السن والنساء والأطفال.
في مقاطعة دون، أطاحت حكومة القوزاق بقيادة بيوتر كراسنوف بالحكومة السوفيتية. أعدم القوزاق البيض بقيادة كراسنوف ما بين 25,000-40,000 شخص، واستمر هذا حتى غزا الجيش الأحمر المنطقة بعد انتصاره في تساريتسين.
في عام 1918 عندما سيطر البيض على الإقليم الشمالي الذي كان يبلغ عدد سكانه نحو 400,000 نسمة، أُرسل أكثر من 38,000 شخص إلى السجون. أُعدم نحو 8,000 منهم بينما مات آلاف غيرهم جراء+ التعذيب والمرض.

## روسيا الشرقية
في نوفمبر 1918، وبعد استيلائه على السلطة في سيبيريا، اتبع الأدميرال ألكسندر كولتشاك سياسة اضطهاد الثوار والاشتراكيين من عدة فصائل. أصدرت حكومة كولتشاك مرسومًا واسع الصياغة في 3 ديسمبر 1918، إذ قامت حكومته بمراجعة مواد القانون الجنائي للإمبراطورية الروسية «من أجل الحفاظ على نظام وحكم الحاكم الأعلى». نصت المادتان 99 و100 على عقوبة الإعدام لمحاولات اغتيال الحاكم الأعلى ومحاولة الإطاحة بالسلطات. بموجب المادة 103، «يُعاقب بالسجن على الإهانات المكتوبة والمطبوعة والشفوية». أما التخريب البيروقراطي وبموجب المادة 329، فكان يُعاقب عليه بالأعمال الشاقة لمدة تتراوح بين 15 و20 عامًا. تبع ذلك مراسيم إضافية منحت السلطات المزيد من الصلاحيات. في 11 أبريل 1919، اعتمدت حكومة كولتشاك اللائحة رقم 428، «حول مخاطر النظام العام بسبب العلاقات مع الثورة البلشفية»، والتي نُشرت في صحيفة أومسك غازيت (العدد 188 الصادر في يوليو 1919). نصت على عقوبة السجن لمدة 5 سنوات «للأفراد الذين يُعتبرون خطرًا على النظام العام بسبب علاقاتهم بأي شكل من الأشكال مع الثورة البلشفية». في حالة العودة غير المصرح بها من المنفى، قد تكون العقوبة الأعمال الشاقة لمدة تتراوح بين 4 و8 سنوات. سمحت المواد 99-101 بعقوبة الإعدام والأعمال الشاقة والسجن والقمع من قبل المحاكم العسكرية، ولم تفرض لجان تحقيق.